# 元显
元显（457年—500年），字显，河南郡洛阳县（今河南省洛阳市东）人，魏道武帝拓跋珪的玄孙，淮南世子拓跋吐万之子，北魏宗室、官员。

## 生平
元显的父亲拓跋吐万早逝，所以元显承袭了祖父拓跋他的爵位淮南王，以散骑常侍为起家官。太和二十四年（500年），元显在私人住宅中去世，虚岁四十四，皇帝诏令赠予使持节、都督梁州诸军事、安西将军、梁州刺史、散骑常侍、淮南王如故，谥号僖，武定二年岁次甲子八月癸丑朔廿日壬申（544年9月22日）移葬于邺城之西陵。

## 家庭

### 祖父
- 拓跋大汗，北魏司徒、淮南静王[1]

### 父亲
- 拓跋万，北魏并州刺史、淮南王[1]

### 子女
- 元遵，北魏使持节、散骑常侍、都督定州诸军事、平北将军、定州刺史、淮南康王
- 元均，北魏散骑常侍、安东将军、安康孝武伯
- 元禹，北魏骠骑将军、左光禄大夫、并州南面大都督、鄄城县伯
- 元菩萨，北魏给事中